# Morlaix (pel·lícula)
Morlaix és una pel·lícula dramàtica franco-catalana de 2025, coproduïda i dirigida per Jaime Rosales, qui va coescriure el guió amb Samuel Doux, Fanny Burdino i Delphine Gleize. És protagonitzada per Aminthe Audiard, Samiel Kircher, Mélanie Thierry i Àlex Brendemühl. Es va estrenar al Festival Internacional de Cinema de Rotterdam el 31 de gener de 2025, i després va arribar als cinemes espanyols el 14 de març de 2025, amb distribució d'A Contracorriente Films. S'ha subtitulat al català.

## Repartiment
- Aminthe Audiard
- Samiel Kircher
- Mélanie Thierry
- Àlex Brendemühl

## Producció
El setembre de 2023, es va anunciar que Jaime Rosales estava desenvolupant la seva vuitena pel·lícula, Morlaix, la qual estaria ambientada a la ciutat bretona homònima, i on es començaria a rodar a partir d'octubre d'aquest any. Es va confirmar que Aminthe Audiard, Samiel Kircher, Mélanie Thierry i Àlex Brendemühl conformarien el repartiment principal del projecte. El pressupost de la pel·lícula va ser de 686.349 euros, incloent-hi 153.000 euros procedents de les ajudes generals de l'Institut de la Cinematografia i de les Arts Audiovisuals. Les empreses productores són la catalana Fresdeval Films, amb seu a Barcelona, i les franceses Iwaso Films i Les Productions Balthazar. Compta amb la participació de 3Cat.

## Estrena i màrqueting
El desembre de 2024, es va anunciar que Morlaix s'estrenaria al Festival Internacional de Cinema de Rotterdam el 31 de gener de 2025. Coincidint amb aquest anunci, A Contracorriente Films va programar l'estrena de la pel·lícula als cinemes espanyols per al 14 de març de 2025.